# Charles Rampelberg
Charles Rampelberg est un coureur cycliste et entrepreneur français, né le 11 octobre 1909 à Tourcoing (Nord) et mort le 18 mars 1982 à Perthes (Seine-et-Marne).

## Biographie
Charles Rampelberg est originaire du Nord-Pas-de-Calais, une région du nord de la France, qui est connu pour son industrie textile. Il est né à Tourcoing, et il grandit dans la ville voisine de Halluin. Ses ancêtres viennent de Belgique.
En 1932, il participe aux Jeux olympiques de Los Angeles et remporte la médaille de bronze sur l'épreuve du kilomètre contre-la-montre avec un temps de 1 min 13 s 3. En 1931 et 1933, chez les amateurs, il termine deuxième de la prestigieuse épreuve de vitesse du Grand Prix de Paris. Toujours en 1933, il remporte le Grand Prix Cyclo-Sport de vitesse et en 1935, il devient vice-champion de France de vitesse juniors.
Au début de la Seconde Guerre mondiale Charles Rampelberg est en Australie. Il y reste et court en professionnel pour l'équipe australienne Malvern Star. En 1941, il participe aux Six jours de Sydney avec l'Australien Hugh Smith. Ils terminent à la deuxième place.
Après une chute dans laquelle il subit des graves blessures à la tête, Rampelberg arrête sa carrière de cycliste et ouvre en Australie un commerce de charcutier-traiteur français. Après la guerre, il rentre en France et dirige avec son frère, l'artiste Emile Rampelberg, un studio de textile de haute couture à Paris, qui devient l'un des plus importants en Europe. Emile est responsable des tâches artistiques, tandis que Charles s'occupe des ventes.
Sur le chemin du retour d'un voyage d'affaires en Espagne, Charles Rampelberg subit un accident vasculaire cérébral et décède 18 mois plus tard à son domicile de Perthes.

## Palmarès

### Jeux olympiques
- Los Angeles 1932
  -  Médaille de bronze du kilomètre

### Grands Prix
- 1931
  - 2e du Grand Prix de Paris amateurs
  - Prix Alfred Riguelle
- 1933
  - Grand Prix Cyclo-Sport de vitesse
  - Prix Alfred Riguelle
  - 2e du Grand Prix de Paris amateurs
  - 2e du Grand Prix de Copenhague amateurs

### Six jours
- 1941
  - 2e des Six jours de Sydney

### Championnats de France
- 1933
  - 2e du championnat de France de vitesse juniors
- 1935
  - 2e du Championnat de France de vitesse des aspirants